# Wolfheart
Wolfheart è il primo album della gothic metal band Portoghese Moonspell.
I Moonspell sono stati uno dei primi gruppi black metal ad introdurre alcuni elementi folkloristici. L'album è infatti un concept ambientato nel Portogallo pre-romano, le sonorità di alcune canzoni ("Lua D'Inverno" e "Trebauruna") si rifanno alla tradizione iberica; "Alma Mater" invece riprende un motivo dell'antica Roma.
Tutte le tracce hanno testo in inglese, tranne "Trebaruna" (che è un'antica divinità lusitana), "Atægina", e il coro di "Alma mater" che vengono cantate in portoghese.

## Tracce
Testi di Langsuyar, musiche di Moonspell.
1. Wolfshade (A Werewolf Masquerade) – 7:43
2. Love Crimes – 7:34
3. ...Of Dream and Drama (Midnight Ride) – 3:59
4. Lua d'Inverno – 1:48
5. Trebraruna – 3:30
6. Vampiria – 5:36
7. An Erotic Alchemy – 8:05
8. Alma Mater – 5:38
9. Atægina – 4:01 – traccia bonus per l'edizione digipack

## Formazione
- Ares (João Pedro) – basso
- Langsuyar (Fernando Ribeiro) – voce
- Passionis (Pedro Paixão) – tastiere, voce addizionale e cori
- Mike (Miguel Gaspar) – batteria
- Mantus (Duarte Picoto) – chitarra
- Ricardo (Ricardo Amorim) - chitarra
- Tanngrisnir (Jorge Fonseca) - voce addizionale e cori
- Birgit Zacher – voce femminile